# Sangue Bom
Sangue Bom est une telenovela brésilienne diffusée en 2013 sur Rede Globo.
Son titra anglais est Good Blood, son titre international Tangled Hearts et son titre espagnol Laberintos del Corazón.

## Acteurs et personnages
| Ator                   | Personagem                                                |
| ---------------------- | --------------------------------------------------------- |
| Sophie Charlotte       | Amora Campana / Mayara Capillati,                         |
| Marco Pigossi          | Bento de Jesus / Kim Pais Rabelo ,                        |
| Humberto Carrão        | Fábio "Fabinho" Queiroz / Fábio Fiori Campana             |
| Isabelle Drummond      | Giane de Souza ,                                          |
| Fernanda Vasconcellos  | Maria Luísa "Malu" da Silva Campana                       |
| Jayme Matarazzo        | Maurício Vasquez                                          |
| Ingrid Guimarães       | Albertina "Tina" Leão ,                                   |
| Giulia Gam             | Bárbara Ellen / Conceição da Silva,                       |
| Tatiana Alvim          | Maria do Socorro Macedo                                   |
| Letícia Sabatella      | Verônica Vasquez / Palmira Valente                        |
| Armando Babaioff       | Érico Rabelo Macedo                                       |
| Deborah Evelyn         | Irene Fiori Campana / Rita de Cássia                      |
| Herson Capri           | Plínio Campana ,                                          |
| Malu Mader             | Rosemere Moreira                                          |
| Yoná Magalhães         | Glória Pais                                               |
| Marisa Orth            | Damáris Carmim Rabello / Gládis do Cabuçu,                |
| Joaquim Lopes          | Lucindo Barbosa Lago                                      |
| Marco Ricca            | Wilson Rabello                                            |
| Mayana Neiva           | Charlene de Carvalho Rabelo                               |
| Regiane Alves          | Renata Moreira Moretti                                    |
| Bia Arantes            | Cléo                                                      |
| Bruno Garcia           | Natan Vasquez                                             |
| Maria Helena Chira     | Lara Keller                                               |
| Rômulo Neto            | Tito Carmim Rabello                                       |
| Carla Salle            | Melissa "Mel" de Maria Carmim Rabello                     |
| Maurício Destri        | Vinícius "Vinny" Carmim Rabello                           |
| Fafy Siqueira          | Maria das Dores "Madá" da Silva                           |
| Felipe Camargo         | Perácio Fernão Pais                                       |
| Leticia Isnard         | Brenda Pais                                               |
| Josafá Filho           | Filipe "Filipinho" Moreira Pais / Famosinho da Casa Verde |
| Felipe Lima            | Alexandre "Xande" Mendonça Pais                           |
| Samya Pascotto         | Tábata Mendonça Pais                                      |
| Ellen Rocche           | Brunetty / Mulher Mangaba                                 |
| Tarcísio Filho         | Nelson Ramos                                              |
| Marcus Rigonatti       | Kevin da Silva                                            |
| Aline Dias             | Luz da Silva                                              |
| Ayumi Irie             | Dorothý da Silva                                          |
| Thiago Amaral          | Caio Ferreti Cardoso                                      |
| Thaila Ayala           | Camila "Camilinha" Lancaster                              |
| Bruna Hamu             | Karolina                                                  |
| Caroline Figueiredo    | Júlia Oliver                                              |
| Tuna Dwek              | Sueli Pedrosa                                             |
| Louise Cardoso         | Salma Macedo Rabello                                      |
| Daniel Dantas          | Gilson Rabello                                            |
| Noemi Marinho          | Margot Queiroz                                            |
| Norival Rizzo          | Silvério de Souza                                         |
| Cris Nicolotti         | Odíla Moreira Moretti                                     |
| Wandi Doratiotto       | Nestor Moretti                                            |
| Edwin Luisi            | Ulysses "Lili" Lago                                       |
| Dorival Carper         | Eliseu                                                    |
| Sérgio Malheiros       | Jonas Macedo                                              |
| Pedro Inoue            | Douglas de Carvalho                                       |
| Miguel Arraes          | Pedro "Pedrinho" de Carvalho Rabello                      |
| Rodrigo Lopez          | Vitor "Vitinho" Barata                                    |
| Sylbeth Soriano        | Sandra "Sandrona" Passalácqua                             |
| Mila Moreira           | Silvia Laport                                             |
| Izabella Bicalho       | Nice Flora                                                |
| Nanda Lisboa           | Sheila Salez                                              |
| Carmem Verônica        | Carmem Lúcia "Karmita" Lancaster                          |
| Luiz André Alvim       | Mulher Paú-de-Jacu / Sérgio "Serjão"                      |
| Mônica Torres          | Áurea Moreira                                             |
| Rafael Paoli           | Eduardo "Edu"                                             |
| Júlio Oliveira         | Patrick "Peixinho" Mateus                                 |
| Eliana Pittman         | Francisca "Chica" Fiapo                                   |
| Thais Garayp           | Mariza "Santa" Santarosa                                  |
| Mariah da Penha        | Emília Fiapo                                              |
| Priscila Camargo       | Nancy Rocha                                               |
| Yaçanã Martins         | Célia "Celinha" Mendes                                    |
| Keruse Bongiolo        | Mônica                                                    |
| Guilherme Gonzalez     | Zito                                                      |
| Rubens Camello         | Cristóvam Bolívar                                         |
| Antônio Firmino        | Evandro                                                   |
| Thais Lago da Silva    | Mari                                                      |
| Xuxa Lopes             | Bluma Lancaster                                           |
| Tato Gabus Mendes      | Franklin Cardoso                                          |
| Carlos Alexandre Saddy | André                                                     |
| Marcella Ramalho       | Mayara                                                    |
| Andreia Horta          | Simone                                                    |

## Diffusion
- Brésil : Rede Globo (2013)
- Sao Tomé-et-Principe : TV CPLP
- Portugal : SIC
- Corée du Sud : Telenovela
- États-Unis : MundoFox
- Uruguay : Teledoce
- Mongolie : Edutainment TV
- Indonésie : Kompas TV

### Sources
- (pt) Cet article est partiellement ou en totalité issu de l’article de Wikipédia en portugais intitulé « Sangue Bom » (voir la liste des auteurs).